# Списки млекопитающих по регионам
Ниже следует перечень региональных списков видов млекопитающих по частям света.

## Африка
| - Бурунди - Джибути - Замбия - Зимбабве - Кения - Коморские острова - Маврикий - Мадагаскар - Майотта (Фр) - Малави - Мозамбик - Реюньон (Фр) - Руанда - Сейшельские острова - Сомали - Судан - Танзания - Уганда - Эритрея - Эфиопия - Южный Судан | - Ангола - Габон - Демократическая Республика Конго - Камерун - Республика Конго - Сан-Томе и Принсипи - Центрально-Африканская Республика - Чад - Экваториальная Гвинея | - Алжир - Египет - Западная Сахара - Ливия - Марокко - Тунис | - Ботсвана - Лесото - Намибия - Эсватини - ЮАР | - Бенин - Буркина Фасо - Гамбия - Гана - Гвинея - Гвинея-Бисау - Кабо-Верде - Кот-д’Ивуар - Либерия - Мавритания - Мали - Нигер - Нигерия - остров Святой Елены (Вб) - Сенегал - Сьерра-Леоне - Того |

## СевернаяиЮжнаяАмерика
| - Американские Виргинские острова (США) - Ангилья (Вб) - Антигуа и Барбуда - Аруба (Вс) - Багамские острова - Барбадос - Британские Виргинские острова (Вб) - Гаити - Гваделупа (Фр) - Гренада - Доминика - Доминиканская Республика - Каймановы острова (Вб) - Куба - Мартиника (Фр) - Монтсеррат (Вб) - Нидерландские Антильские острова (Вс) - Пуэрто-Рико (США) - Сен-Бартелеми (Фр) - Сен-Мартен (Фр, Вс) - Сент-Винсент и Гренадины - Сент-Китс и Невис - Сент-Люсия - Тринидад и Тобаго - Острова Теркс и Кайкос (Вб) - Ямайка | - Белиз - Гватемала - Гондурас - Коста-Рика - Никарагуа - Панама - Сальвадор | - Бермудские острова (Вб) - Гренландия (Дн) - Канада - Мексика - Сен-Пьер и Микелон (Фр) - США | - Аргентина - Боливия - Бразилия - Венесуэла - Гайана - Колумбия - Парагвай - Перу - Суринам - Уругвай - Фолклендские острова (Вб) - Французская Гвиана (Фр) - Чили - Эквадор |

## Азия
| - Казахстан - Кыргызстан - Таджикистан - Туркменистан - Узбекистан | - Китай - Монголия - Северная Корея - Южная Корея - Тайвань - Япония | - Бруней - Восточный Тимор - Вьетнам - Индонезия - Камбоджа - Лаос - Малайзия - Мьянма - острова Южно-Китайского моря - Сингапур - Таиланд - Филиппины | - Архипелаг Чагос (Вб) - Афганистан - Бангладеш - Бутан - Индия - Иран - Кокосовые (Килинг) острова (Ав) - Мальдивы - Непал - Пакистан - Шри-Ланка | - Азербайджан - Армения - Бахрейн - Грузия - Израиль - Иордания - Ирак - Йемен - Катар - Кипр - Кувейт - Ливан - Объединенные Арабские Эмираты - Оман - Саудовская Аравия - Сирия - Турция |

## Европа
| - Беларусь - Болгария - Венгрия - Молдова - Польша - Россия - Румыния - Словакия - Украина - Чехия | - Великобритания - Дания - Ирландия - Исландия - Латвия - Литва - Норвегия - Фарерские острова (Дн) - Финляндия - Швеция - Эстония | - Албания - Андорра - Босния и Герцеговина - Гибралтар (Вб) - Греция - Испания - Италия - Мальта - Португалия - Сан-Марино - Северная Македония - Сербия - Словения - Хорватия - Черногория | - Австрия - Бельгия - Германия - Люксембург - Лихтенштейн - Монако - Нидерланды - Франция - Швейцария |

## Океания иАнтарктида
| - Остров Рождества (Ав) - Острова Ашмор и Картье (Ав) - Австралия - Новая Зеландия - Остров Норфолк (Ав) | - Вануату - Новая Каледония (Фр) - Папуа-Новая Гвинея - Северные острова пролива Торреса (Ав) - Соломоновы Острова - Фиджи | - Гуам (США) - Кирибати - Маршалловы Острова - Федеративные Штаты Микронезии - Науру - Палау - Северные Марианские острова (США) | - Американское Самоа (США) - Гавайи (США) - Джонстон (США) - Мидуэй (США) - Ниуэ (Новая Зеландия) - Остров Пасхи (Чили) - Остров Уэйк (США) - Острова Кука (Новая Зеландия) - Питкэрн (Вб) - Самоа - Токелау (Новая Зеландия) - Тонга - Тувалу - Уоллис и Футуна (Фр) - Французская Полинезия (Фр) | - Антарктида - Британская антарктическая территория (Вб) - Маккуори (Ав) - Остров Буве (Нор) - Острова Принца Эдуарда (Южная Африка) - острова Херд и Макдональд (Ав) - Французский Южная территория (Фр) |